# Pacificagrion lachrymosa
Pacificagrion lachrymosa är en trollsländeart som beskrevs av Fraser 1926. Pacificagrion lachrymosa ingår i släktet Pacificagrion och familjen dammflicksländor. Inga underarter finns listade i Catalogue of Life.